# Именные поезда Петербургского метрополитена
Именные поезда Петербургского метрополитена — составы, имевшие собственное имя, присвоенное в честь каких-либо людей, событий, в рамках тематических акций и т. п. Как правило, такие составы имели какие-либо отличительные особенности. Спектр таких особенностей мог быть широким: от простых табличек на головных вагонах или внутри их до полностью оригинального оформления всех вагонов или даже конструктивных отличий вагонов состава от обычных вагонов того же типа.

## Исторические

### «Пионерский» поезд
Инициаторами создания пионерского поезда из вагонов, построенных из собранного пионерами города металлолома, стали комсомольцы Ленинградского метрополитена.
Эксплуатировался на Кировско-Выборгской линии в 1984 году. Поезд водила локомотивная бригада старшего машиниста А. П. Данилова. В качестве подвижного состава поезда были использованы вагоны типа 81-717/714.

На торцах головных вагонов висели вывески:
Комсомольско-молодёжная бригада имени XIX съезда ВЛКСМ 60 ПОЕЗД ПИОНЕРСКИЙ
Внутри отличался только наличием под заводской табличкой второй, на которой присутствовала надпись красным шрифтом:
Вагон сделан из металлолома, собранного пионерами Ленинграда и Ленинградской области
В настоящее время вагоны, работавшие в составе поезда, эксплуатируются в электродепо ТЧ-6 «Выборгское»

### «50 лет метрополитену»
Появление состава было приурочено к празднованию пятидесятой годовщины открытия Ленинградского метрополитена. Обкатка поезда происходила в конце октября 2005 года, ходил по 1 линии с 2 ноября 2005 по 2006 год.
В качестве подвижного состава поезда (два головных вагона, шесть промежуточных, один запасной) были использованы вагоны типа Ема (головные) — резерв из депо «Невское», типа Е и Ем (промежуточные) — резерв из депо «Северное». Номера вагонов: 3935—3433—3733—3756—3430—3425—3735—3936.
Концепцию оформления «ретро-поезда» разработало Агентство маркетинговых коммуникаций Red Line Media. Снаружи состав был окрашен по «старой» схеме окраски: верхняя часть вагона салатового цвета, нижняя — голубого, посередине — прямая полоса темно-синего цвета.
Внутреннее оформление представляло собой попытку передать атмосферу события пятидесятилетней давности. Внутри «ретро-состава» отсутствовала ставшая уже привычной реклама. На освободившихся площадях были размещены статьи газет пятидесятилетней давности, посвященные открытию первых станций, фотохроника начального периода работы метро, схемы самой первой линии, поздравительные плакаты.
В 2006 году вся праздничная информация из вагонов была убрана, а сами они были перекрашены в стандартную окраску.

### «Воспоминание»
Начал курсировать в честь шестидесятилетнего юбилея Петербургского метрополитена по Кировско-Выборгской линии с 15 октября 2015 года. Снаружи поезд был обклеен старыми фотографиями метрополитена, курсировал ежедневно по маршруту 101 и имел собственное расписание. Поезд ходил до 15 декабря 2015 года.

### «Красная стрела»
Появление состава было посвящено 85-летию одноимённого железнодорожного экспресса. Аналог московской «Красной стрелы». Курсировал по Кировско-Выборгской линии с 6 июля по декабрь 2016 года. Торжественное прибытие поезда из депо на станцию «Площадь Восстания» состоялось в 10:00. Запуск состава — совместный проект ГУП «Петербургский метрополитен» и ОАО «Российские железные дороги».

Был оформлен в классических тонах первого фирменного поезда — вагоны красного цвета с жёлтой полосой, проходящей по нижней части периметра состава. На бортах кабин головных вагонов был размещён малый герб Санкт-Петербурга. На борту каждого вагона жёлтая надпись с названием поезда:
КРАСНАЯ СТРЕЛА
В отличие от аналогичного московского поезда, внутреннее оформление было более скромным: только 2—3 плаката с информацией о поезде «Красная стрела», при этом даже сохранена реклама.
Состав состоял из восьми вагонов Ем.

### «Литературный поезд»
Курсировал по Кировско-Выборгской линии с 28 декабря 2016 года до октября 2018 года. Состоял из вагонов 81-722.1/723.1/724.1 в красном исполнении. Посвящён творчеству русских писателей и поэтов (Пушкин, Маяковский, Горький, Чернышевский, Достоевский и русские поэты Серебряного века).
Составность: 22025—23027—24025—23028-23029—24026—23030—22026.

### «Дворцы Петербурга»
Курсировал по Невско-Василеостровской линии с 12 ноября 2015 года по 2019 год. Состоял из вагонов 81-722/723/724 «Юбилейный». Посвящён дворцам Санкт-Петербурга.
Составность: 22003-23003-24003-24004-23004-22004

### «Мобильная библиотека»
Курсировал по Кировско-Выборгской линии с апреля по октябрь 2016 года,  в 2017 году на Правобережной линии), в 2018 на Московско-Петроградской линии. Состоял из вагонов Ем (в 2017 году — из вагонов серии 81-717/714). Аналог московской «Читающей Москвы» в Санкт-Петербурге, но с QR-кодами книг, через которые можно скачать любимые книги.

### «Кубок конфедераций-2017»
Курсировал по Фрунзенско-Приморской линии с января 2017 по июль 2017 года.

### «Национальные проекты России. Поезд Возможностей»
Курсировал по Кировско-Выборгской линии с июля 2021 по апрель 2022 года.
Составность: 6607—6913—6915—6935—6937—6939—6954—6608.

### «Александринский состав»
Курсировал по Московско-Петроградской линии с августа 2022 по сентябрь 2023 года. Состоял из вагонов 81-717/714. Посвящён 267 сезону Александринского театра.
Составность: 10061-7683-7684-7686-7685-10062

### «Нижний Новгород: 100% настоящая Россия»
Курсировал по Московско-Петроградской линии с июля 2023 по январь 2024 года.
Составность: 1120-0164-0163-0161-0162-1121

## Действующие

### Ретропоезд
Начал курсировать в честь шестидесятилетнего юбилея Петербургского метрополитена по Кировско-Выборгской линии с 15 ноября 2015 года. Ходил по укороченному маршруту «Автово» — «Площадь Восстания» в праздничные дни. Ныне ходит по также укороченному маршруту «Автово» — «Площадь Ленина», однако в обычные дни используется как хозяйственный для перевозки различных грузов из депо в депо. Снаружи оригинальная окраска, внутри оригинальные надписи «Не прислоняться» на дверях. Состоит из 4 вагонов, из них 1 головной вагон Ема, 1 головной Емх и 2 промежуточных Е. Составность: 3935—3369—3427—3934.

### Эпохи метро
Начал курсировать в честь 65-летнего юбилея по Невско-Василеостровской линии с 15 ноября 2020 года. Тематическое оформление присутствует только изнутри. Состоит из шести вагонов 81-722.3, 81-723.3 и 81-724.3. Единственный в России, у которого существует собственный веб-сайт с подробным описанием.

### 300 лет СПбГУ. История. Знания. Люди
Курсирует по Московско-Петроградской линии с июля 2024 года.
Составность: 1126-0210-0211-0216-0213-1127